# 服部於田
服部 於田（はとりべ の うえだ、生没年不詳）は、奈良時代の防人。元暦校本の朱筆から名を於由（おゆ）とする説もある。妻は服部呰女で『万葉集』20巻の4422番に歌がのる。

## 経歴・人物
武蔵国都筑郡の人物。天平勝宝7歳（755年）2月、防人として筑紫に派遣された際、妻を思い詠んだ歌が『万葉集』に1首入集。

## 子孫
大山街道・荏田宿の大工の家に出生した天学教教祖・服部国光が末裔を自称した。

## 歌
- 我が行きの 息づくしかば 足柄の 峰這ほ雲を 見とと偲はね[4]